# Фильола, Бруно
Бруно Фильола (итал. Bruno Figliola; род. 8 июня 1938, Кальяри) — итальянский хоккеист на траве, левый полузащитник. Участник летних Олимпийских игр 1960 года.

## Биография
Бруно Фильола родился 8 июня 1938 года в итальянском городе Кальяри.
Играл в хоккей на траве за «Амсикору» из Кальяри. В её составе четыре раза становился чемпионом Италии (1953, 1956, 1958, 1960).
В 1960 году вошёл в состав сборной Италии по хоккею на траве на летних Олимпийских играх в Риме, занявшей 13-е место. Играл на позиции полузащитника, провёл 5 матчей, мячей не забивал.
В 1965 году за спортивные заслуги был награждён бронзовой медалью Национального олимпийского комитета Италии.